# Ch'orti' (taal)

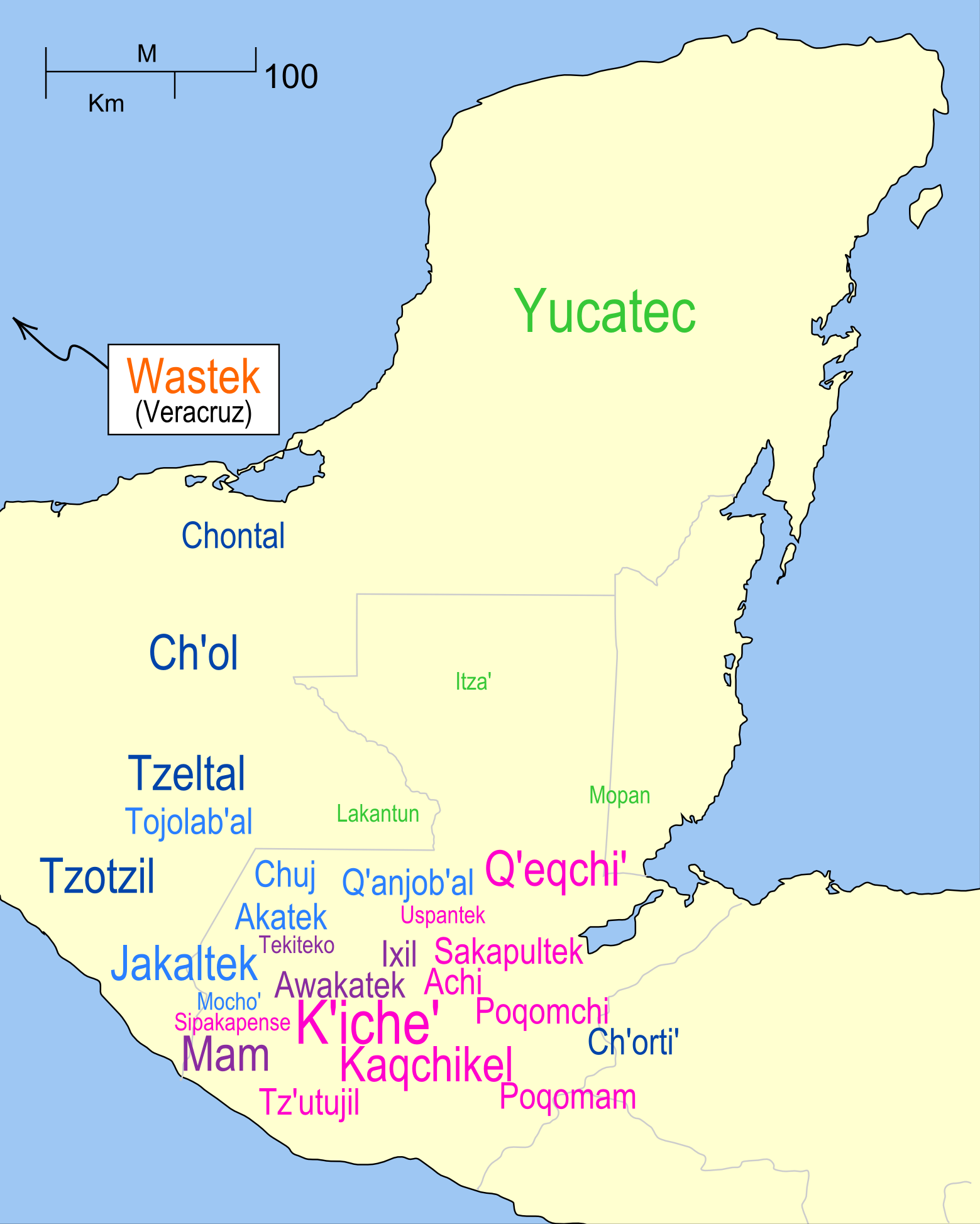
het gebied waar tegenwoordig Ch'orti gesproken wrdt

Het Ch'orti' is een taal die behoort tot de Ch'olaanse tak van de familie der Mayatalen. Het werd voorheen gesproken door het Ch'orti'-volk in Guatemala, Honduras en El Salvador. Tegenwoordig wordt de taal voornamelijk nog in Guatemala gesproken.
Het SIL schat het aantal Ch'orti-sprekers in Guatemala op 30.000.
In Honduras wordt het slechts door een tiental mensen gesproken en in El Salvador is het Ch'orti' uitgestorven.
Achi · Acateeks · Aguacateeks · Chalchiteeks · Chuj · Garifuna · Ch'orti' · Itza · Ixil · Jacalteeks · K'iche' · Kaqchikel · Lacandón · Mam · Mopan · Poqomam · Poqomchi' · Q'anjob'al · Q'eqchi' · Sacapulteeks · Sipakapense · Tectiteeks · Tz'utujil · Uspanteeks · Xinka